# Marczali Pál
Marczali Pál (Marcali, 1862. október 17. – Budapest, 1886. április 21.) szigorló orvos és egyetemi tanársegéd.

## Élete
Marczali Mihály rabbi és Freier Rozália fia, Marczali Henrik egyetemi tanár testvéröccse. Miután a középiskolát elvégezte, a budapesti egyetemre iratkozott be. 24 évesen hunyt el. Örök nyugalomra helyezték 1886. április 23-án délután a budapesti izraelita sírkertben.
Cikkei a Természettudományi Közlönyben (1884. Testünk melege és hőkormányzatunk, 1885. A kérődzés okáról, ism. Daday Jenő, A magyar állattani irodalom. Budapest, 1891. 37. l.; A khinin élettani hatása). 